# 直説法
直説法（ちょくせつほう、英: indicative）は、インド・ヨーロッパ語族に属する言語で用いられる法のひとつで、話者が事実をそのまま語る場合に用いられる動詞の活用をいう。基本的に、条件法や接続法、命令法以外の動詞の活用をいう。